# Heinz-Helmich van Schewick

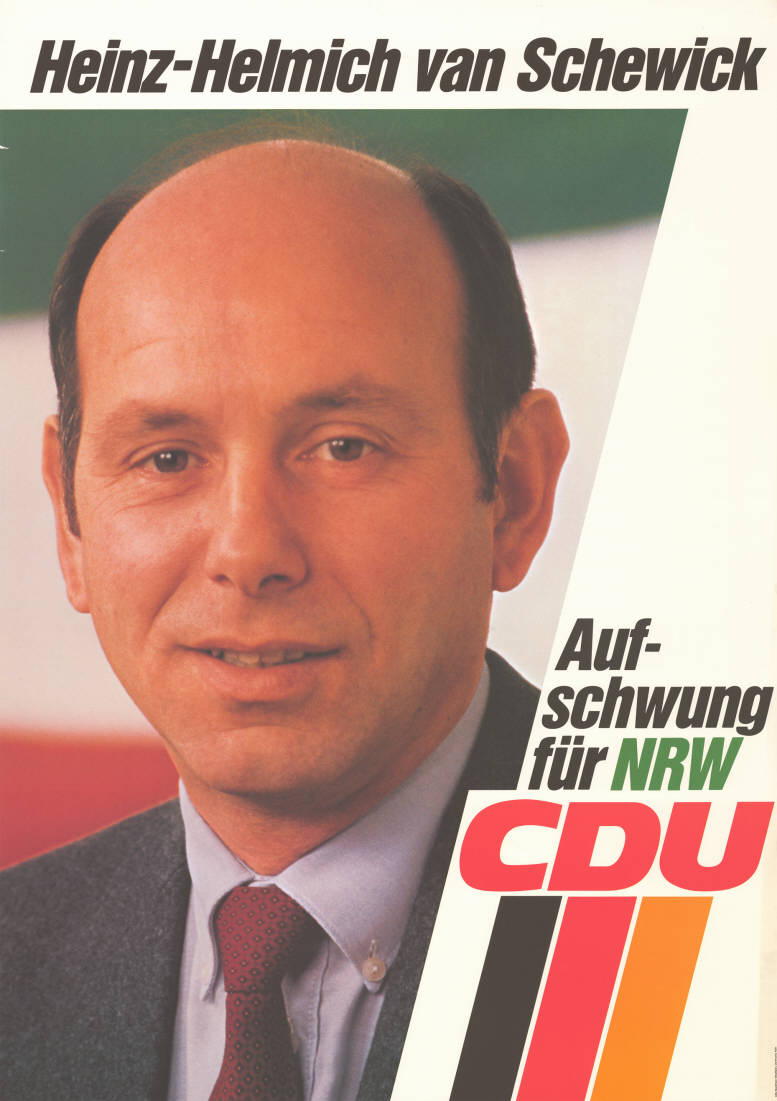
Kandidatenplakat zur Landtagswahl in Nordrhein-Westfalen 1985

Heinz-Helmich van Schewick (* 16. Juli 1940 in Sonneberg, Thüringen) ist ein deutscher Politiker (CDU) und ehemaliger Landtagsabgeordneter in Nordrhein-Westfalen.

## Leben und Beruf
Nach dem Abitur 1960 und dem Wehrdienst studierte van Schewick Psychologie an den Universitäten Bonn und Köln. Das Studium schloss er 1971 als Diplom-Psychologe ab und ist seit 1975 selbständiger Psychologe.
Der CDU gehört er seit 1964 an. Von 1975 bis 2014 war er Mitglied des Rates der Stadt Bonn. Bei der Kommunalwahl 2014 verlor er sein Direktmandat an den Kandidaten der SPD, wodurch van Schewick aus dem Rat ausschied.

### Abgeordneter
Vom 30. Mai 1985 bis 1. Juni 2000 war van Schewick direkt gewähltes Mitglied des Landtags von Nordrhein-Westfalen für den Wahlkreis 31 Bonn.